# سولازپام
سولازپام (انگلیسی: Sulazepam) یک مشتق بنزودیازپین و مشتق تیوآمید دیازپام است. این ماده به دیازپام، دسمتیل دیازپام و اکسی‌دیازپام متابولیزه می‌شود و مانند سایر بنزودیازپین‌ها دارای خواص آرام بخش، شل کننده عضلانی، خواب آور، ضد تشنج و ضد اضطراب است. سولازپام هرگز به بازار عرضه نشد.

## سنتز

سنتز سولازپام: